# Katrine Abel
Katrine Louise Abel, née le 28 juin 1990, est une footballeuse internationale danoise qui joue pour le Brøndby IF et l'équipe nationale du Danemark.

## Biographie

### Carrière en club
Katrine Abel joue à 78 reprises pour le Varde IF. Elle rejoint le Taastrup FC, mais se retrouve sans contrat lorsque le club se retire de l'Elitedivisionen en décembre 2013. En janvier 2014, Abel s'entraîne avec le Brøndby IF, champion en titre, et conclut un contrat d'un an avec le club.

### Carrière internationale
Katrine Abel est sélectionnée pour faire partie de l'équipe nationale pour l'Euro féminin de 2013. Elle fait ses débuts internationaux pour le Danemark en janvier 2015, jouant la seconde mi-temps d'une défaite amicale 3-2 contre la Nouvelle-Zélande à Belek, en Turquie.

## Palmarès
- Brøndby IF :
  - Elitedivisionen : 2014-2015, 2016-2017 et 2018-2019
  - Coupe du Danemark féminine de football : 2015, 2017 et 2018